# Leichtathletik-Weltmeisterschaften 2015/Teilnehmer (Norwegen)
| Gelbes Symbol für Goldmedaillen mit stilisierten Olympischen Ringen | Graues Symbol für Silbermedaillen mit stilisierten Olympischen Ringen | Braundes Symbol für Bronzemedaillen mit stilisierten Olympischen Ringen |
| ------------------------------------------------------------------- | --------------------------------------------------------------------- | ----------------------------------------------------------------------- |
| —                                                                   | —                                                                     | —                                                                       |

Der Leichtathletikverband Norwegens nominierte neun Athleten für die Leichtathletik-Weltmeisterschaften 2015 in der chinesischen Hauptstadt Peking.

## Ergebnisse

### Männer

#### Laufdisziplinen
| Athlet              | Disziplin   | Vorlauf      | Vorlauf | Halbfinale         | Halbfinale         | Finale             | Finale             |
| Athlet              | Disziplin   | Zeit         | Platz   | Zeit               | Platz              | Zeit               | Platz              |
| ------------------- | ----------- | ------------ | ------- | ------------------ | ------------------ | ------------------ | ------------------ |
| Henrik Ingebrigtsen | 1500 m      | 3:43,97 min  | 31      | nicht qualifiziert | nicht qualifiziert | nicht qualifiziert | nicht qualifiziert |
| Sindre Buraas       | 5000 m      | 13:59,07 min | 30      |                    |                    | nicht qualifiziert | nicht qualifiziert |
| Erik Tysse          | 20 km Gehen |              |         |                    |                    | DNF                | DNF                |
| Håvard Haukenes     | 50 km Gehen |              |         |                    |                    | 3:56:50 h          | 24                 |

### Frauen

#### Laufdisziplinen
| Athletin                  | Disziplin    | Vorlauf      | Vorlauf | Halbfinale         | Halbfinale         | Finale             | Finale             |
| Athletin                  | Disziplin    | Zeit         | Platz   | Zeit               | Platz              | Zeit               | Platz              |
| ------------------------- | ------------ | ------------ | ------- | ------------------ | ------------------ | ------------------ | ------------------ |
| Ezinne Okparaebo          | 100 m        | 11,12 s      | 12      | 11,19 s            | 18                 | nicht qualifiziert | nicht qualifiziert |
| Karoline Bjerkeli Grøvdal | 5000 m       | 16:02,20 min | 20      |                    |                    | nicht qualifiziert | nicht qualifiziert |
| Isabelle Pedersen         | 100 m Hürden | 12,96 s      | 15      | 12,86 s            | 8                  | nicht qualifiziert | nicht qualifiziert |
| Amalie Iuel               | 400 m Hürden | 56,59 s      | 26      | nicht qualifiziert | nicht qualifiziert | nicht qualifiziert | nicht qualifiziert |

#### Siebenkampf
| Athletin      | Disziplin | 100 m Hürden | Hochsprung | Kugelstoßen | 200 m   | Weitsprung | Speerwurf | 800 m       | Punkte | Platz |
| ------------- | --------- | ------------ | ---------- | ----------- | ------- | ---------- | --------- | ----------- | ------ | ----- |
| Ida Marcussen | Ergebnis  | 14,47 s      | 1,68 m     | 12,86 m     | 26,27 s | 5,89 m     | 42,01 m   | 2:12,62 min | 5684   | 25    |
| Ida Marcussen | Punkte    | 913          | 830        | 718         | 774     | 816        | 706       | 927         | 5684   | 25    |